# Szymon Horończyk
Szymon Horończyk (ur. 1889 w Wieluniu, zm. 1939 w Kałuszynie) – polski literat i pisarz żydowskiego pochodzenia, tworzący w języku jidysz.
Pochodził z Warszawy. Napisał książkę zatytułowaną Der Stump, która nie została przychylnie przyjęta przez krytykę. W związku z tym Horończyk podjął próby nieudanego samobójstwa. Na początku września 1939 roku w przeczuciu grozy wojny, popełnił samobójstwo przez podcięcie sobie gardła. Odnaleziony został następnego dnia, znaleziono przy nim brzytwę, woreczek z kamyczkami, 1000 złotych oraz pugilares z dowodem osobistym. Pochowany został na cmentarzu żydowskim w Kałuszynie.
W Archiwum Żydowskiego Instytutu Historycznego znajduje się obraz Portret Szymona Horończyka, autorstwa Geli Seksztajn, wykonany na papierze techniką akwarelową.